# Aristida chiclayensis
Aristida chiclayensis är en gräsart som beskrevs av Oscar Tovar. Aristida chiclayensis ingår i släktet Aristida och familjen gräs.
Artens utbredningsområde är Peru. Inga underarter finns listade i Catalogue of Life.